# Río Quino
Río Quino är ett vattendrag i Chile.   Det ligger i regionen Región de la Araucanía, i den södra delen av landet, 600 km söder om huvudstaden Santiago de Chile.
I omgivningarna runt Río Quino växer i huvudsak städsegrön lövskog. Runt Río Quino är det glesbefolkat, med 15 invånare per kvadratkilometer.